# Servius Tullius

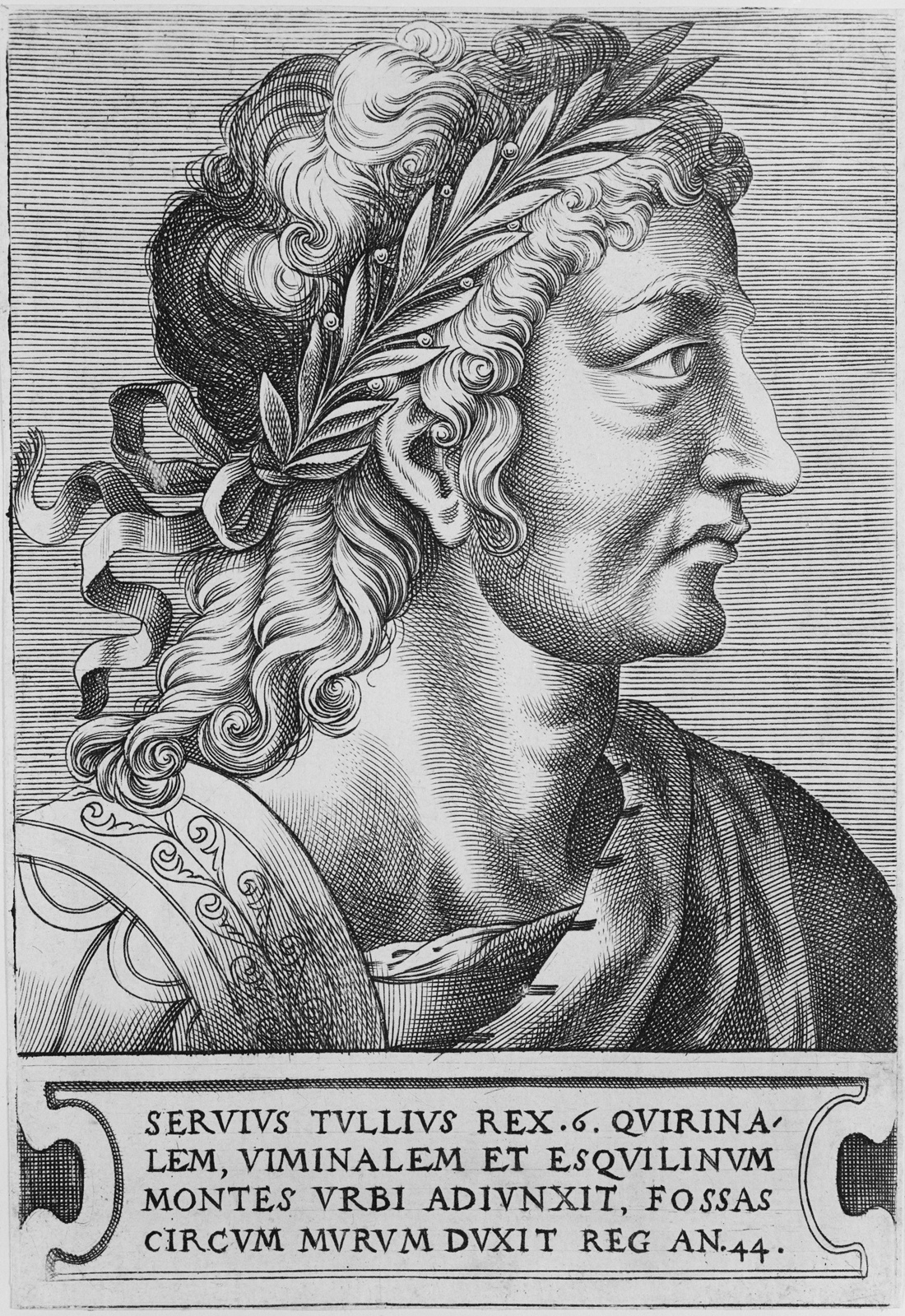
Servius Tullius, Phantasiedarstellung von Franz Huys (1522–62)

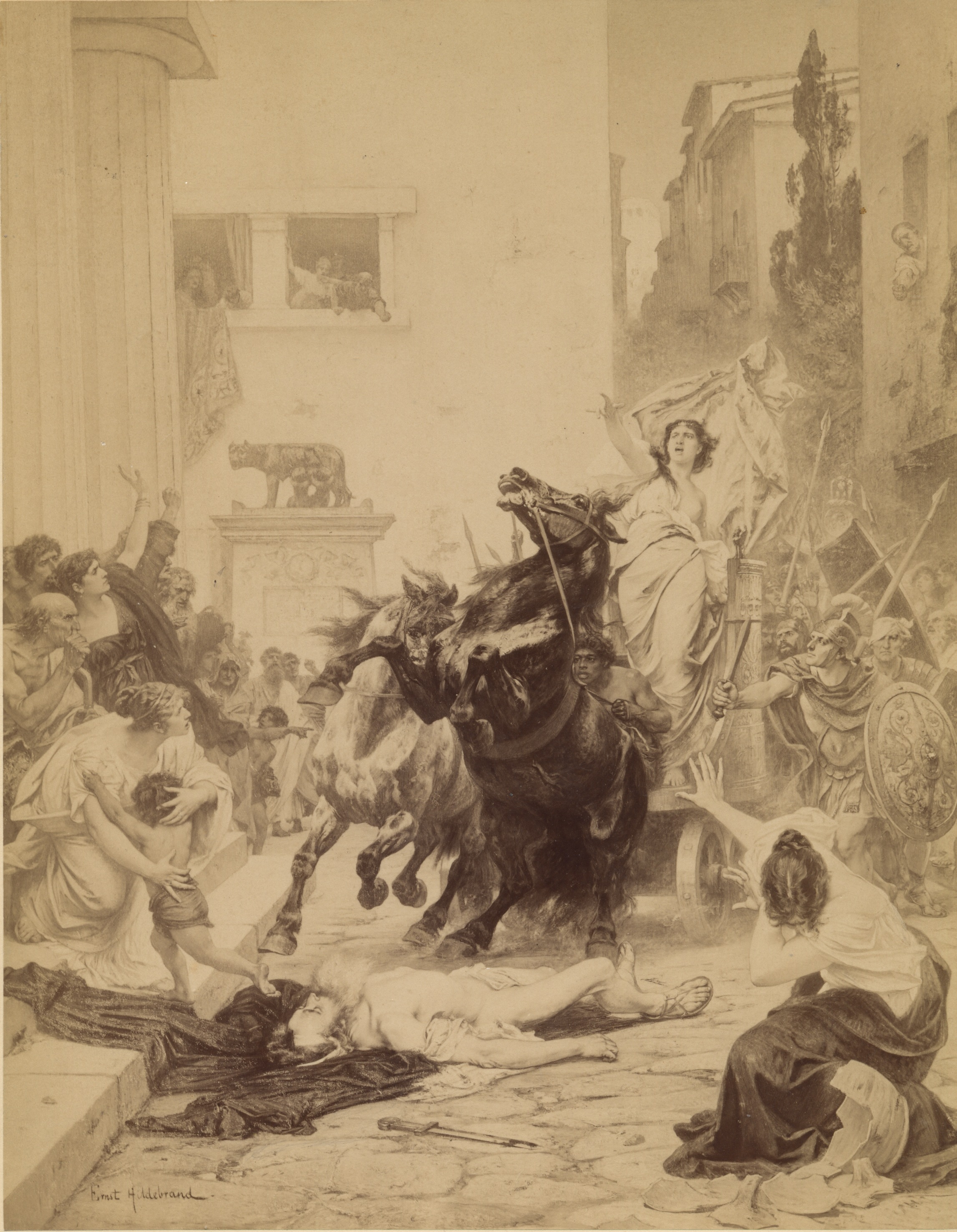
Ernst Hildebrand: Tullia treibt vor dem Kapitol ihr Gespann über den sterbenden Vater (1886)

Servius Tullius († um 534 v. Chr.) war der Sage nach der sechste König Roms. Seine bloße Existenz wird von der Fachwissenschaft meist nicht bestritten, allerdings sind kaum zuverlässige historische Informationen über ihn bekannt, zumal sich manche Quellen auch widersprechen. So ist auch die Datierung seiner Lebenszeit zweifelhaft. Übereinstimmend wird allerdings berichtet, dass er später als der beliebteste aller römischen Könige galt.

## Leben
Servius Tullius war nach Titus Livius der Sohn eines Adligen aus der Sabiner-Stadt Corniculum, dessen Vater im Kampf gegen Rom gefallen war. Er und seine Mutter Ocresia wurden als Gefangene des Königs Tarquinius Priscus nach Rom gebracht, wo sie gemäß ihrem Stand behandelt wurden. Da aber ihr Sohn in der Sklaverei geboren wurde, nannte Ocresia ihn in volksetymologischer Ableitung von lateinisch servus = Sklave Servius. Derselben Sage nach zeigte sich über dem Kopf des jugendlichen Servius Tullius eine Flamme, die die Gemahlin des Königs, die Etruskerin Tanaquil, als Zeichen seiner zukünftigen Herrschaft deutete. Servius wurde mit der ältesten Tochter des Königs verheiratet, und Tanaquil war es dann, die nach der Ermordung des Tarquinius Priscus – angeblich im Jahr 578 v. Chr. – durch List die Thronbesteigung des Servius Tullius ermöglichte. 
Nach einer anderen überlieferten Fassung, die von Kaiser Claudius, der sich mit der Geschichte der Etrusker beschäftigte, stammt und auf einer Bronzetafel in Lyon gefunden wurde, war Servius Tullius ursprünglich ein Etrusker aus Vulci namens Mastarna. Nach dieser Geschichte hieße der römische Hügel Caelius nach seinem Freund Caelius Vivenna. Beide Namen finden sich in den Malereien der Tomba François in der Nekropole von Vulci, wo dargestellt ist, wie Mastarna seinen in die Hand des Feindes gefallenen Freund Caile Vipinas befreit, während seine Kampfgefährten diese Feinde, darunter einen Cneve Tarchunies Rumach, Gnaeus Tarquinius aus Rom, niedermetzeln.
Servius Tullius soll sich sehr um das Wohl des Staates gekümmert haben. Angeblich teilte er das römische Volk in fünf Klassen mit 193 Centurien ein, wobei die bisher nicht stimmfähigen Armen die unterste Klasse und die reichen Patrizier die oberste Klasse bildeten. Die beiden obersten Klassen beanspruchten allerdings allein 100 Centurien für sich, jeweils die Hälfte für junge und alte Männer, wobei die jungen (17- bis 45-jährigen) zum Kriegsdienst verpflichtet waren und die alten die Stadt verteidigen sollten. Diese Einteilung regelte die für Kriegseinsätze geforderte militärische Ausrüstung. Die besitzlosen Armen, die Proletarier, bildeten dabei als sechste Klasse nur eine einzige Centurie und waren vom Kriegsdienst befreit, während die Reichen Reiterei und Schwerbewaffnete stellten. Die Klassen dazwischen stellten die unterschiedlichen Leichtbewaffneten.
In diesem Zusammenhang soll Servius Tullius den Census eingeführt haben, mit dem regelmäßig Vermögen und Beschäftigung aller römischen Bürger erfasst wurde. Bei einer Volkszählung zählte der Censor angeblich sogar 80.000 Einwohner. Auch die älteste römische Stadtmauer, die sogenannte Servianische Mauer, soll unter seiner Regierung entstanden sein. Nach Livius erweiterte er die Stadt um Quirinal und Viminal und baute sich selbst eine Wohnung auf dem Esquilin. Auch soll er den Kult der Diana in Rom eingeführt haben.
Im 44. Regierungsjahr soll er gestürzt und auf der Flucht nach Hause ermordet worden sein. Dies soll seine Tochter Tullia die Jüngere, die um jeden Preis ihren Ehemann Lucius Tarquinius Superbus auf den Thron bringen wollte, angestiftet haben. Servius Tullius’ Leichnam wurde angeblich sogar vom Wagen seiner Tochter überrollt, was in der späteren römischen Tradition als ein exemplum für ein Vergehen gegen den Vater galt.